# Tegoribatidae
Tegoribatidae zijn  een familie van mijten. Bij de familie zijn 13 geslachten met circa 45 soorten ingedeeld.